# Comté de Kiowa (Kansas)
Pour les articles homonymes, voir Comté de Kiowa.
Le comté de Kiowa est l’un des 105 comtés de l’État du Kansas, aux États-Unis. Il a été fondé le 26 février 1867. Son nom provient de celui d’Amérindiens de la région.
Siège et plus grande ville : Greensburg.

## Géolocalisation
|                | Comté d’Edwards   |                 |
| Comté de Ford  | Comté de Kiowa    | Comté de Pratt  |
| Comté de Clark | Comté de Comanche | Comté de Barber |